# Tóth Magdolna (úszó, 1914)
Tóth Magdolna (Budapest, 1914 – ?) főiskolai világbajnok magyar úszó. A sportsajtóban Tóth II néven volt ismert.

## Élete
1930 és 1935 között a MÚE úszója volt. 1934 és 1935 között a válogatott tagja volt. Az 1935-ös főiskolai világbajnokságon a 3x100 méteres vegyesúszás váltó tagjaként aranyérmes lett.

## Sikerei, díjai
- Főiskolai világbajnokság: 1935, Budapest
  - 3x100 m vegyes
    - aranyérmes: 4:32.8

  - 100 m hát
    - ezüstérmes: 1:32.6
- Magyar bajnokság
  - 100 m hát
    - 2.: 1932 (1:35.2)
    - 3.: 1934 (1:38.0)